# João de Deus Pinheiro
João de Deus Pinheiro (Lisboa, Portugal 1945) és un polític portuguès que fou membre de la Comissió Europea i que actualment és eurodiputat.

## Biografia
Va néixer l'11 de juliol de 1945 a la ciutat de Lisboa. Va estudiar enginyeria química a l'Institut Superior Tècnic de Lisboa, on es llicencià el 1970, i posteriorment amplià els seus estudis a la Universitat de Birmingham, on es doctorà el 1976. Interessat en la docència ha estat professor a la Universitat Eduardo Mondlane (Maputo, Moçambic) (1970-1974) i catedràtic d'enginyeria química a la Universitat del Miño (1976-1985).

## Activitat política
Membre del Partit Socialdemòcrata (PSP) l'any 1985 fou nomenat Ministre d'educació pel Primer Ministre de Portugal Mário Soares. L'octubre d'aquell any fou nomenat Ministre d'Educació i Cultura per part d'Aníbal Cavaco Silva, càrrec que va mantenir fins al 1987. Després de les eleccions generals de 1987 fou nomenat Ministre d'Afers Exteriors entre per part de Cavaco Silva, càrrec que va mantenir fins al 1992. En el transcurs d'aquest càrrec, l'any 1991 fou un dels principals artífexs en l'acord de pau de Brioni que finalitzà amb la Guerra d'Eslovènia.
El gener de 1993 fou escollit membre de la Comissió Delors III, sent nomenat Comissari Europeu de Relacions amb el Parlament i Comissari Europeu de Cultura i Audiovisual. En la formació de la Comissió Santer l'any 1995 fou nomenat Comissari Europeu de Desenvolupament i Ajuda Humanitària.
En les eleccions europees de 2004 fou escollit eurodiputat al Parlament Europeu, esdevenint vicepresident del Parlament en representació del Partit Popular Europeu-Demòcrates Europeus (EPP-ED).